# Ishi-dōrō
Ishi-dōrō (jap. 石灯籠; 石燈篭; 石燈籠 ishi-dōrō, ishi-tōrō) – kamienna latarnia, ważny element japońskich ogrodów, domostw, restauracji i świątyń. 

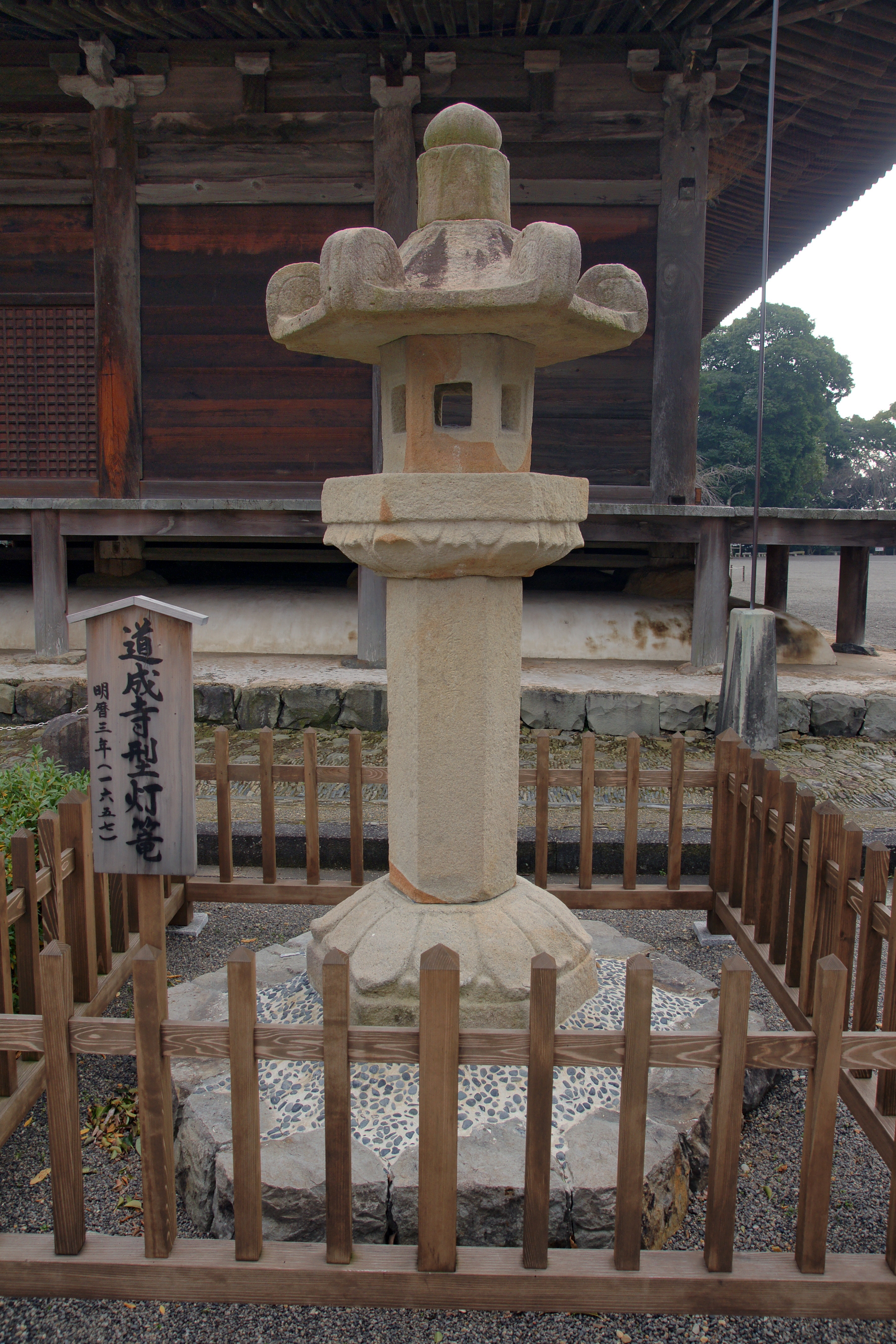
Ishi-dōrō

Głównie wykonywane z japońskiego granitu. Pełnią rolę zarówno dekoracyjną, jak i funkcjonalną, oświetlając drogę przed wejściami do świątyń. Towarzyszą m.in. przy okazji wieczornych ceremonii parzenia herbaty. Są dostosowane do wymiarów ogrodu, a ich umieszczaniem w ogrodzie rządzą ścisłe reguły.
Elementy latarni to: daszek, pierścień, komora ogniowa, podstawa komory ogniowej, trzon, podstawa, w niektórych typach także nóżki.
Latarnie dzielą się na wiele typów, podstawowe to:
- tachi-gata – ustawiana w dużych ogrodach, mogła mieć nawet 2 metry wysokości, okrągły trzon, sześciokątną podstawę, rzeźbiony daszek zakończony klejnotem;
- ikekomi-gata – charakteryzuje się brakiem podstawy na spodzie oraz wizerunkami Buddy na trzonie. Stawiano je zazwyczaj na początku drogi lub wzdłuż alei, blisko kamiennego basenu chōzubachi;
- yukimi-gata – ma szeroki kapelusz chroniący je przed śniegiem. Ustawiane przy wodzie;
- oki-gata – małe, okrągłe latarenki używane do oświetlania obrzeży stawów i ścieżek[2].